# Војни стручњаци Белорусије
Војни стручњаци Белорусије (блр. Ваенныя спецыялісты Беларусі), jeсу активни и бивши припадници Оружаних снага Белорусије, представници паравојних организација и радници у предузећима војно-индустријског комплекса, који пружају помоћ страним безбедносним снагама.
Појава овог феномена у Белорусији повезана је са политиком демилитаризације 1992—1996, када су због смањења броја војске многи уговорни војници изгубили посао. Неки су напустили због ниских плата. Део отпуштених постали су плаћеници. Међутим, влада је убрзо постала потребна пензионисани војници, пошто су се за пружање услуга од војних саветника у иностранству власти плашиле да пошаљу активне стручњаке.
Плаћеници су често деловали са државним специјалистима или су били под покровитељством белоруске владе.
Међу траженим специјалитетима били су ваздухопловци, техничари за поправку, штабни официри, специјалисти за специјалне операције, укључујући снајпере. Белоруси су радили са снагама Нигерије, Либијске Џамахирије (званично само до грађанског рата 2011.), Венецуеле (види још Белоруски војни стручњаци у Венецуели), Судана, Јемена, Обале Слоноваче, Демократске Републике Конго. Плаћеници и државни војници учествовали су у неколико конфликта, попут рата у Киву, рата на Обали Слоноваче (Белоруски плаћеници у Обали Слоноваче) и рата у Либији (Белоруси у либијском сукобу). У услужној индустрији војних стручњака, кључна регија за Белорусију била је Африка.  Међутим, крајем 2010. и почетком 2020. године све већа конкуренција је почела створити израелци, французи и руски ПМЦ (Група „Вагнер“).